# ریومور (دهانه)
ریومور یک دهانه برخوردی در ماه‌ است.